# 胡克忠
胡克忠（1471年—？年），字誠之，浙江绍兴府山陰縣人，民籍。

## 生平
治《礼记》，由國子生中式甲子科（1504年）浙江鄉試第四十五名舉人，年三十八歲中式正德三年（1508年）戊辰科會試第三百二名，第三甲第一百二十六名進士。官湖广岳州府華容縣知县。

## 家族
曾祖胡彦剛。祖父胡耆。父胡玘，封京卫经历。母孫氏，封孺人。永感下，兄克敬、恪、性、克和（京卫经历）、悌、克誠（听选官）、弟悃、克端。